# Birgitta Valberg
Birgitta Valberg (16 de diciembre de 1916 - 29 de marzo de 2014) fue una actriz sueca que asistió a la Dramatens elevskola. Por su papel en la película de 1977, Paradise Place ganó el premio a la Mejor Actriz en los 13er Premio Guldbagge.

## Filmografía
- 1992 - Söndagsbarn
- 1989 - Peter och Petra
- 1980 - Flygnivå 450
- 1977 - Paradistorg
- 1976 - The Man on the Roof (Sueco: Mannen på taket)
- 1970 - Storia di una donna
- 1969 - Som natt och dag
- 1968 - Shame (Sueco: Skammen)
- 1966 - Prinsessan
- 1965 - För vänskaps skull
- 1962 - Älskarinnan
- 1960 - Av hjärtans lust
- 1960 - The Virgin Spring (Sueco: Jungfrukällan)
- 1958 - Fröken April
- 1957 - Synnöve Solbakken
- 1956 - Sista natten
- 1956 - Ratataa
- 1955 - Smiles of a Summer Night (Sueco: Sommarnattens leende)
- 1955 - Farligt löfte
- 1954 - Taxi 13
- 1954 – Karin Månsdotter
- 1954 - Flottans glada gossar
- 1953 - Kvinnohuset
- 1951 - Frånskild
- 1949 - Kärleken segrar
- 1948 - Port of Call (Sueco: Hamnstad)
- 1943 - Livet på landet
- 1941 - Striden går vidare
- 1941 - I paradis...
- 1939 - Melodin från Gamla Stan
- 1934 - Unga hjärtan

## Televisión
- 1996 - Idlaflickorna
- 1995 - Snoken
- 1993 - Polisen och domarmordet
- 1990 - S*M*A*S*H
- 1990 - Storstad
- 1986 - Studierektorns sista strid
- 1980 - Räkan från Maxim
- 1979 - En handelsresandes död
- 1973 - En skugga
- 1973 - Pelikanen
- 1973 - Näsan
- 1968 - Rötter
- 1962 - Sex roller söka en författare
- 1961 - Ljuva ungdomstid
- 1961 - En handelsresandes död
- 1961 - Mr Ernest
- 1961 - Han som fick leva om sitt liv
- 1955 - Hamlet